# Ярославів Вал, 16
Садиба розташована на Ярославому Валу, 16. Складається з головного будинку на червоній лінії (№ 16-а) і флігеля у глибині подвір'я (№ 16-б). Будівля № 16-а — цікавий зразок прибуткових будинків кінця ХІХ сторіччя.

## Архітектура

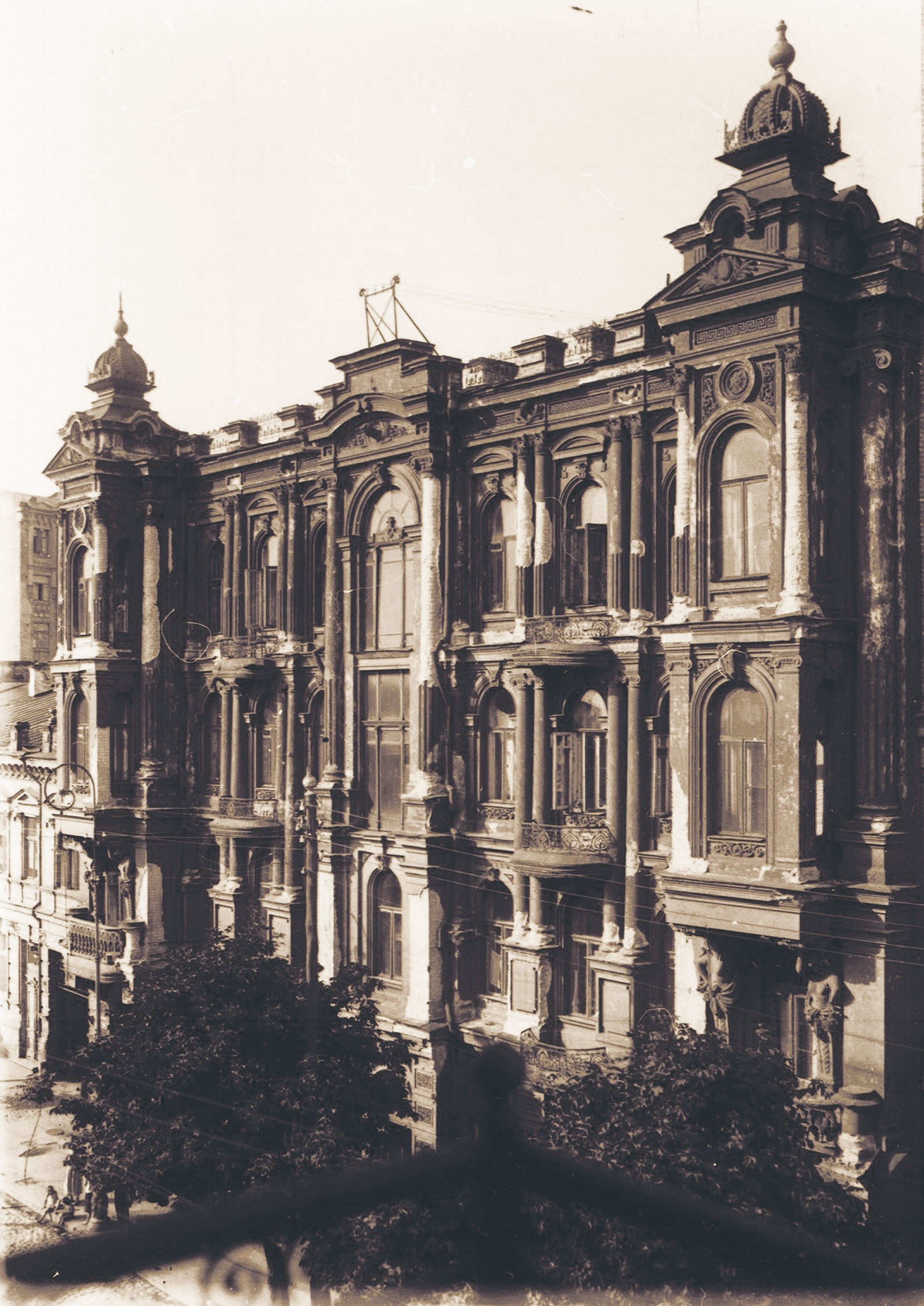
Будинок № 16-а (фото 1932 року)

Головний чотириповерховий будинок № 16-а зведено у 1897—1898 роках на червоній лінії забудови вулиці. Архітектор оформив чоловий фасад у стилі неоренесанс.
Цегляна, тинькована споруда має мансарду, підвал, бляшану покрівлю, склепінчасті цегляні перекриття сходових майданчиків і підвалу. У плані Г-подібна, односекційна. Парадні сходи гранітні, чорні — дерев'яні.
Композиція чолового фасаду п'ятидільна, симетрична відносно центральної осі, яку підкреслено розкріповкою з парадним входом і вертикальним вікном сходової клітки. У простінках — півциркульні вікна зі здвоєними колонами.
Бічні осі на рівні третього і четвертого поверхів акцентовано еркерами, які підтримують каріатиди з балконів другого поверху. Еркери завершуються фронтонами. Перший поверх декорований рустованими лізенами. Вікна оздоблені архівольтами, лиштвою, замковими каменями, лучковими сандриками і підвіконним рослинним орнаментом. Карниз фасаду прикрашений скульптурними жіночими голівками.
Частково зберігся еклектичний декор інтер'єра, зокрема на плафоні четвертого поверху є сюжетні розписи: «Осінній пейзаж із річкою і рибалкою», «Весняний пейзаж з річкою», а також два путті з лавровими вінками. На стіні — фрагменти рослинного декору. У квартирах подекуди є ліплені карнизи, розетки, гірлянди, іоніки, а також панно-натюрморти. Збереглися грубки з білих кахлів з фігурними рамами і медальйонами.
П'ятиповерховий флігель (№ 16-б) зведено у 1897—1898 і завершено 1914 року. Остання дата вибита на трикутному фронтоні. Оформлений еклектично. Цегляна споруда має підвал, двосхилий дах по дерев'яних кроквах і бляшану покрівлю. У плані П-подібний.

## Галерея

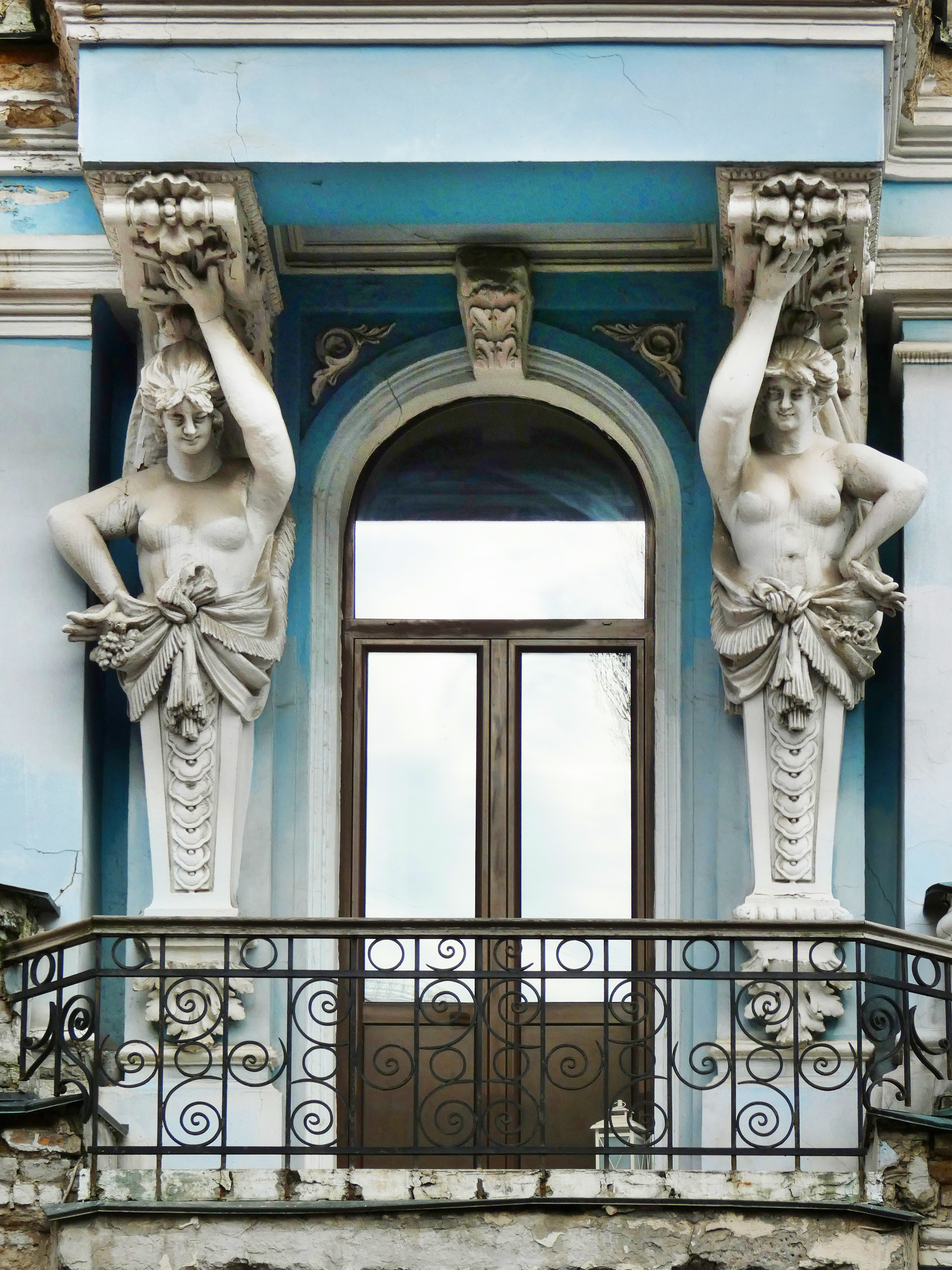
Каріатиди зліва
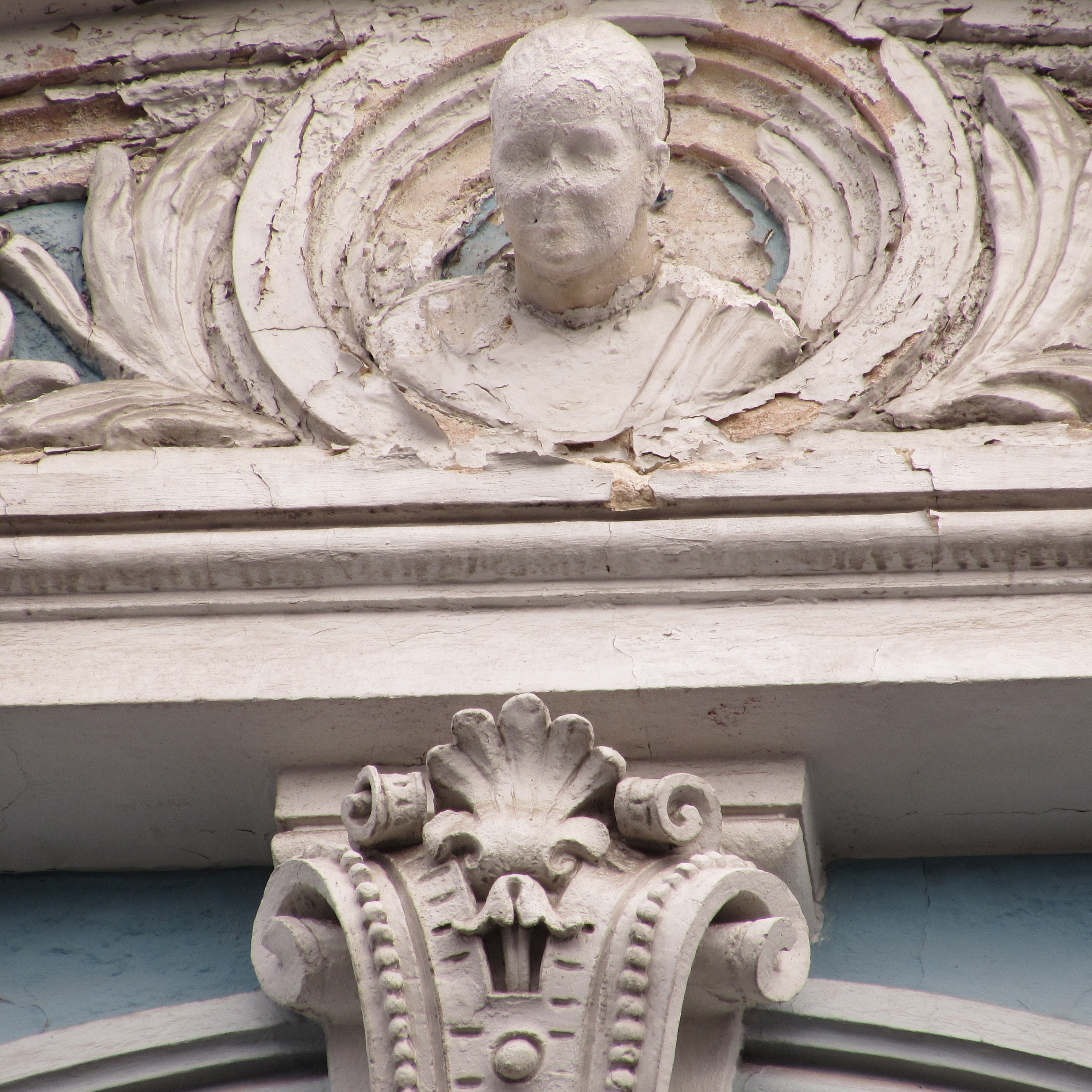
Скульптурне оздоблення
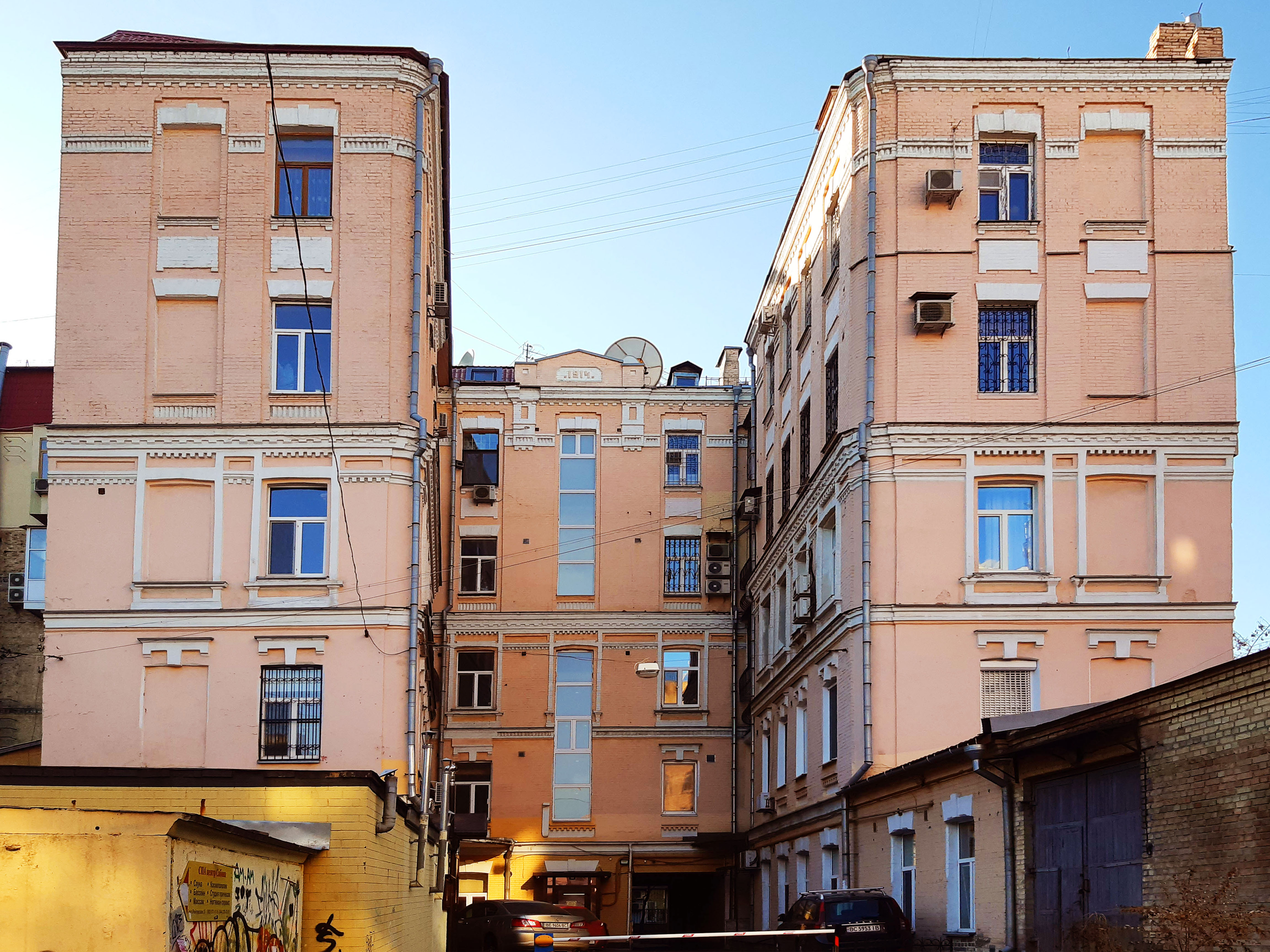
Флігель
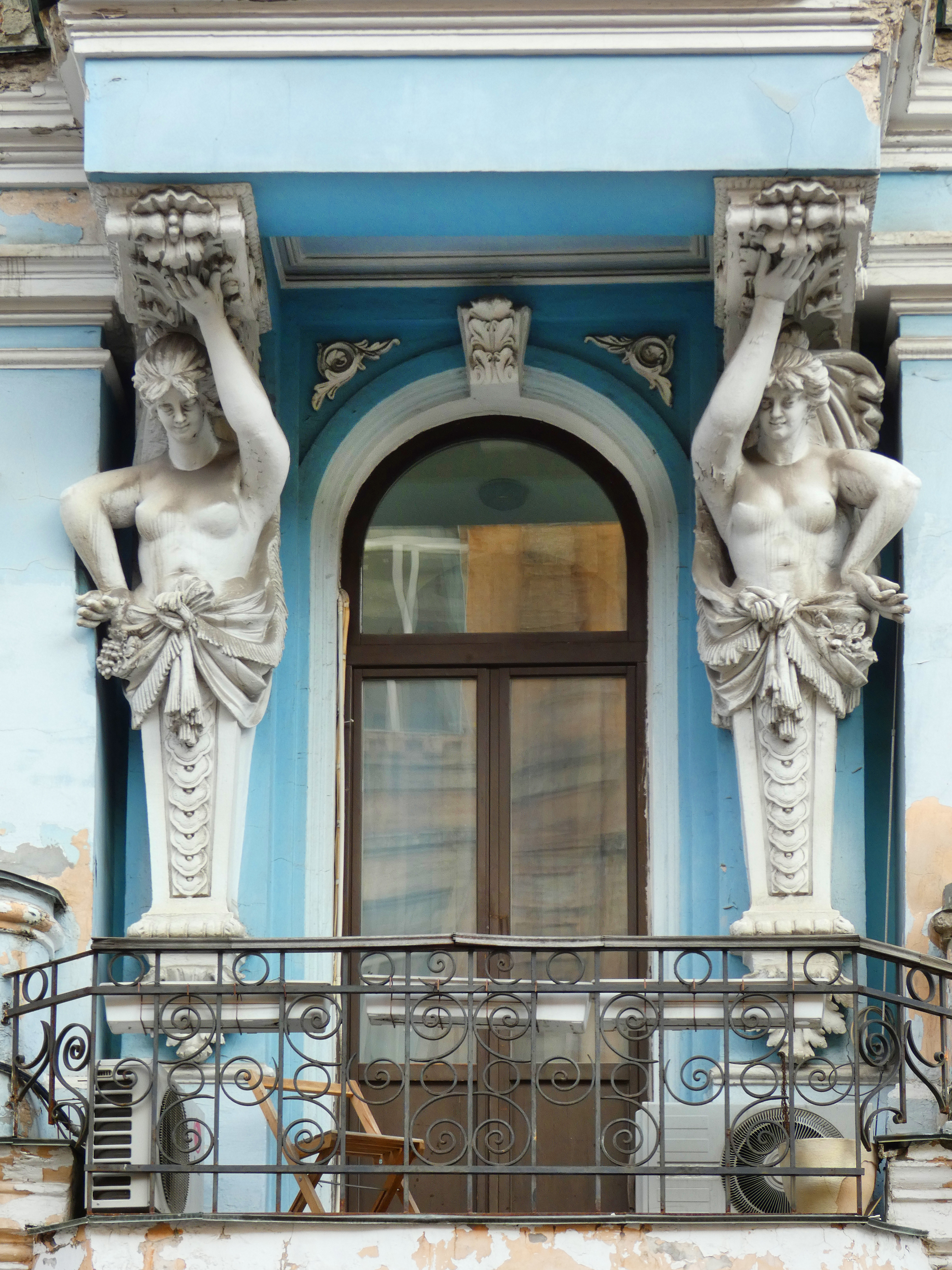
Каріатиди справа